# FC Taraz
El FC Taraz es un equipo de fútbol de Kazajistán que milita en la Primera División de Kazajistán, la segunda liga de fútbol más importante del país.

## Historia
Fue fundado en el año 1961 en la ciudad de Taraz con el nombre Metallist Taraz, siendo un equipo que ha cambiado de nombre varias veces, las cuales han sido:
- 1961-67 : Metallist
- 1967-68 : Voskhod
- 1968-71 : Energetik
- 1971-75 : Alatau
- 1975-92 : Khimik
- 1992-94 : Fosfor
- 1994-hoy : Taraz

Ha sido campeón de liga en 1 ocasión y ha sido campeón de copa en 1 ocasión en 3 finales jugadas.
A nivel internacional ha participado en 2 torneos continentales, ambos durante la participación de Kazajistán en la AFC, donde su mejor participación ha sido en la Copa de Clubes de Asia del año 1998, donde fue eliminado en la Segunda ronda por el Nisa Aşgabat de Turkmenistán.

## Palmarés
- Liga Premier de Kazajistán: 1

1996
- Copa de Kazajistán: 1

2004

## Participación en competiciones de la AFC
- Copa de Clubes de Asia: 1 aparición

1998 - Segunda ronda
- Recopa de la AFC: 1 aparición

1995 - Primera ronda

## Entrenadores desde 1986
- Kurban Berdyev (1986-1989)
- Vakhid Masudov (agosto de 1999-junio de 2000)
- Sergei Tagiyev (2006-mayo de 2007)
- Vladimir Fomichyov (2008-2010)
- Dmitri Ogai (enero de 2010-noviembre de 2010)
- Ljupko Petrović (noviembre de 2011-)